# IPAQ
iPAQ war eine Produktlinie von PDAs, die ursprünglich von Compaq hergestellt wurden. Seit der Übernahme von Compaq durch Hewlett-Packard wurden sie unter dem HP-Label bis 2010 verkauft.
Als Betriebssystem kommt Pocket PC oder Windows Mobile von Microsoft zum Einsatz, das ähnlich zu den bekannten Windows-Betriebssystemen von Desktop-PCs zu benutzen ist. Die Bedienung erfolgt über einen Touchscreen, oft benötigte Anwendungen werden auf separate Hardwaretasten gelegt (z. B. Kalender, Adressen etc.). Die Eingabe von Text erfolgt über eine Bildschirmtastatur auf dem Touchscreen oder über Handschrifterkennung. Einige neuere Modelle verfügen auch über eine numerische oder alpha-numerische Tastatur.

## Geschichte
Vor der Übernahme von Compaq hatte HP eigene PDAs unter der Modellbezeichnung Jornada im Angebot. Nach der Übernahme wurden diese Modelle jedoch durch die iPAQs von Compaq ersetzt. Diese boten durch ihre große Erweiterbarkeit im professionellen Umfeld einfach mehr Möglichkeiten.
HP ist im Jahr 2004 im Zuge seiner iPAQ-Produktlinie verstärkt in die Kritik geraten, da keine Updates auf aktuelle Betriebssystemgenerationen angeboten wurden. Als Argument führte HP hier unter anderem auf, dass eine Anpassung der Software auf die bestehenden Geräte (gemeint waren Geräte, die ein Jahr und länger im Handel waren, also alle bis dato produzierten Geräte) von einer Überzahl an Anwendern nicht gewünscht sei und man anzweifelte, dass Anwender bereit seien, den bei der geringen Nachfrage hohen Preis zu bezahlen. Zuvor, unwesentlich nach dem Release des Betriebssystems Windows Mobile 2003-SE, hatte bereits Toshiba für die Produkte e400 und primär e800, welches zu dem Zeitpunkt von der Hauptneuerung, der Unterstützung für VGA-Displays, profitierte, Upgrades veröffentlicht.
Im Jahr 2005 kündigte HP für die Produktserien hx2100, hx2400, hx2700 und hx4700 ein Upgrade auf die nun aktuelle Version 5.0 des Betriebssystems Windows Mobile an. Nach einer Verzögerung des Upgrades für den iPAQ hx4700 waren im September 2006 alle Upgrades für rund 50 € erhältlich.
Nachdem HP inzwischen Palm und dessen WebOS übernommen hat und Microsoft Windows Mobile zugunsten von Windows Phone 7 einstellte, sind keine weiteren iPAQ Modelle auf Windows Mobile Basis zu erwarten.

## Technik
Vor der Übernahme von Compaq wurden die iPAQs mit einer erweiterten Schnittstelle ausgeliefert. Sie ermöglichte es, die PDA mit sogenannten Sleeves (auch Jackets genannt) zu erweitern. Das sind Halterungen, in die der PDA eingeschoben werden kann und die verschiedene Funktionen zur Verfügung stellen. Es gab Sleeves mit Compact-Flash-Slot und mit PCMCIA-Slot (auch Dual-PCMCIA-Slot) und von beiden Sleeves jeweils Versionen mit und ohne integrierten Akku. Später wurden auch Versionen mit Bluetooth-, VGA-Anschluss, GPS und anderen Erweiterungen entwickelt.
Ab der H3800er-Generation wurde der Dockingport überarbeitet und ist bis ca. 2007 gleich geblieben. Dies ermöglichte die Verwendung von alter Hardware an neuen Geräten. Allerdings macht die Positionierung am PDA gelegentlich Probleme, so dass die Hardware zwar elektrisch funktionieren würde, physisch aber nicht passt und etwas an Anpassungsarbeit verlangt. Zudem verfügen einige Serien über keinen Seriellen Anschluss. HP hat bei diesen Geräten den Anschluss um 180 Grad gedreht.
Stand 2010 benutzen alle Modelle einen Mini-USB Anschluss, lediglich die iPAQ 200 Serie hat einen zweiten, erweiterten Anschluss der u. a. eine USB-Host Schnittstelle enthält. Zumindest für die PDAs der iPAQ-Serie gibt es aktuell von HP keine Docking Stations mehr.
Als Betriebssystem kommt bei den iPAQs Windows CE bzw. ab den hx2xxx Modellen Windows Mobile zum Einsatz. Seit den hx2190/hx2490 und hx2790 Modellen ist Windows Mobile 5.0 vorinstalliert, das normalerweise (wie auch hier) Flash-Speicher statt RAM benutzt, womit die auf dem Gerät gespeicherten Daten bei leerem Akku nicht mehr verloren gehen.

### Alternative Betriebssysteme
Obwohl im Originalzustand das Betriebssystem Windows Mobile installiert ist, gibt es auch Linuxportierungen wie Ångström oder Familiar Linux, das GPE Palmtop Environment, Qtopia oder OPIE als grafische Oberfläche. Ebenso wurde NetBSD und Plan 9 auf den iPAQ portiert.

## Verwendung
Die iPAQ-Modelle waren gerade in der Anfangszeit für den professionellen Einsatz gedacht. Durch die großen Erweiterungsmöglichkeiten, gerade durch den PCMCIA-Sleeve, wurde dies unterstrichen. So wurde es möglich, herkömmliche Laptoptechnik direkt in einem PDA zu nutzen. Einzig die Treiber mussten angepasst werden.
Einige Hersteller bieten auch heute noch Geräte an, um iPAQ-Geräte zum Beispiel direkt mit GPS, Messgeräten, taktischen (militärischen) Funkgeräten, WLAN und Modem zu verbinden oder mit Festplatten, Digitalkameras, RFID-Lese/Schreibgeräten aufzurüsten.
Viele dieser Erweiterungen sind inzwischen auch für andere PDA verfügbar. Der iPAQ war nicht der erste PDA, der diese Erweiterungsvielfalt bot, aber es war das Gerät, das als erstes eine so weite Verbreitung hatte, dass dies für Hersteller attraktiv war. Es gibt auch Hersteller, die das iPAQ Innenleben in industrietaugliche Gehäuse verpacken und unter eigener Produktbezeichnung vermarkten. Dadurch sind diese Geräte IP54 tauglich oder gar für explosionsgefährdete Anwendungen tauglich.

### Film und Fernsehen
Immer wieder finden sich auch Geräte der H5500- und H5400-Serien in verschiedensten Filmen oder Fernsehserien wieder. So zum Beispiel in CSI: NY oder CSI: Miami, oder ein Compaq iPAQ 3800/3900-Serie in Nip/Tuck – Schönheit hat ihren Preis.

## Modelle
Die folgende Liste ist sortiert nach Verkaufsdatum. Die Modelle bis einschließlich des iPAQ 3900 sind noch Compaq-gelabelt, wurden aber schon von HP vertrieben. Der iPAQ h5450 war das erste Seriengerät mit HP-Logo.
| Serie    | Modelle (in Deutschland) | Foto                           | CPU                                                         | Betriebssystem                                                                   | Bildschirm | RAM                                                                         | Steckplätze                     | Sonstiges |
| -------- | ------------------------ | ------------------------------ | ----------------------------------------------------------- | -------------------------------------------------------------------------------- | --- | --------------------------------------------------------------------------- | ------------------------------- | --- |
| H3100    |                          |                                | 206 MHz Intel StrongARM                                     | Pocket PC                                                                        | 15 Graustufen | 16 MB                                                                       |                                 | Sleeves nutzbar |
| H3600    |                          | Compaq iPAQ 3630               | 206 MHz Intel StrongARM                                     | Pocket PC                                                                        | 4096 Farben | 32 bis 64 MB                                                                |                                 | Sleeves nutzbar |
| H3700    |                          |                                | 206 MHz Intel StrongARM                                     | Pocket PC 2002                                                                   | 4096 Farben |                                                                             |                                 | Sleeves nutzbar |
| H3800    | iPAQ H3850, H3870        |                                | 206 MHz Intel StrongARM                                     | Pocket PC 2002 oder 2003                                                         | 65536 Farben (transreflektiv) | 64 MB                                                                       | SD                              | Bluetooth (nur Modell H3870), Sleeves, Lithium-Polymer-Akku (1400 mAh) |
| H3900    | iPAQ H3950, H3970        | Compaq iPAQ 3950               | 400 MHz Intel XScale PXA250 Processor                       | Pocket PC 2002 oder 2003                                                         | 65536 Farben (transreflektiv) | 64 MB                                                                       | SD (SD-IO)                      | Modell H3950 32-MB ROM, Modell H3970 48-MB ROM + Bluetooth, bei allen Modelle Sleeves nutzbar |
| h1900    | iPAQ h1915, h1930, h1940 |                                | Samsung S3C2410 203 MHz (h1930, h1915) oder 263 MHz (h1940) | Pocket PC 2003 (Pocket PC 2002 im h1915)                                         | 65536 Farben | 64 MB                                                                       | SD                              | Bluetooth (nur h1940). |
| h5400    | iPAQ h5450               |                                | Intel(R) XScale PXA250 400 MHz                              | Pocket PC 2002                                                                   | 65536 Farben (transreflektiv) | 64 MB                                                                       | SD                              | IrDA, Bluetooth, WLAN, Sleeves nutzbar |
| h2200    | iPAQ h2210               | iPAQ H2210 mit Aluseitenteilen | 400 MHz Intel XScale PXA250 Processor                       | Pocket PC 2003                                                                   | 65536 Farben (transreflektiv) | 64 MB                                                                       | SD (SDIO) und CF (Type II)      | Bluetooth, aufgrund eines Produktionsfehlers wurden die Gummiseitenteile kritisiert. Viele Nutzer ersetzten sie durch Versionen aus Aluminium. Zudem wurde von HP ein Ersatzkit vertrieben. |
| h5500    | iPAQ h5550               |                                | 400 MHz Intel XScale                                        | Pocket PC 2003                                                                   | 65536 Farben | 128 MB                                                                      | SD                              | Bluetooth, WLAN, Sleeves |
| h4100    | iPAQ h4150               |                                | 400 MHz Intel XScale                                        | Pocket PC 2003                                                                   | 65536 Farben (transreflektiv) | 64 MB                                                                       | SD (SDIO-fähig)                 | IrDA, Bluetooth, WLAN 802.11b (WEP, WPA ab ROM V. 1.10.04 Ger) |
| h4300    | iPAQ h 4350              |                                | 400 MHz Intel XScale                                        | Pocket PC 2003 (Windows CE 4.2)                                                  | 65535 Farben (transreflektiv) | 64 MB                                                                       | SD-Speicherkarten               | IrDA, Bluetooth, WLAN, Sleeves, Miniaturtastatur |
| h6300    | iPAQ h6340               |                                | Texas Instruments OMAP 1510 mit 168 MHz                     | Windows Mobile 2003 Phone Edition als Betriebssystem (kein SE)                   | 3,5″-Farbbildschirm mit 65.536 Farben                                                                                                  | 64 MB ROM und 64 MB RAM                                                     | SD/MMC (I/O-fähig)              | Akku: 1.800 mAh (wechselbar), Quad-Band GSM/GPRS (Class 10), Wireless LAN 802.11b, Bluetooth 1.1, abnehmbare Tastatur (im Lieferumfang enthalten), Neuer Dockingport Stecker (ohne Serielle Schnittstelle) |
| hx4700   | iPAQ hx4700              | iPAQ hx4700                    | Intel PXA 270 mit 624 MHz                                   | Windows Mobile 2003 Second Edition, Upgrade-Paket für Windows Mobile 5 verfügbar | 4,0″ transflektives TFT, VGA (480x640), 64.000 Farben, LED-Hintergrundbeleuchtung mit Energiesparmodus sowie Hoch- und Querformatmodus | 64 MB RAM, 128 MB ROM                                                       | SD/CF                           | wechselbarer Akku (1800 mAh), WLAN 802.11b, Bluetooth 1.2, IrDA, Touchpad-Navigation, Gehäuse aus dunkelgrauer Magnesium-Legierung, Abmessungen: 7,7 × 1,5 × 13,1 cm, Gewicht: 187 g |
| RZ1700   |                          |                                | Samsung S3C2410 203 MHz                                     | Windows Mobile 2003                                                              | 3,5″ TFT, 64.000 Farben | 32 MB RAM, 32 MB ROM                                                        | SD                              | RS-232 und USB-Slave Docking connector |
| hx2100   | iPAQ hx2110              |                                | Intel XScale PXA270 312 MHz                                 | Windows Mobile 2003                                                              | 3,5″ TFT, 64.000 Farben, auch im Querformat nutzbar.                                                                                   | 64 MB RAM, 128 MB ROM                                                       | SD/MMC/CF                       | Lithium-Polymer-Akku (1440 mAh), Bluetooth V1.2, RS-232 und USB-Slave docking connector |
| RX1900   | iPAQ RX1950              |                                | Samsung 300 MHz                                             | Windows Mobile 5.0                                                               | 3,5″-TFT-Display mit 64.000 Farben, QVGA 320x240 Bildpunkten Auflösung                                                                 | 32 MB RAM / 64 MB ROM                                                       | SD/MMC (I/O-fähig)              | Akku: 1100 mAh Lithium-Polymer, austauschbar, Wireless LAN 802.11b, IrDA, RS-232 und USB-Client docking connector ohne Möglichkeit des Ladens via USB, integriertes Mikrofon, Lautsprecher und 3,5 mm Klinkenanschluss. Diese PDA-Serie hat ein Problem mit der RS-232-Schnittstelle. Nach einem Hardreset des Gerätes führt das erste Öffnen dieser Schnittstelle dazu, dass fehlerhafte Zeichen gesendet werden. Ein Schließen und erneutes Öffnen ermöglicht eine korrekte Kommunikation. Darauffolgende Benutzung der Schnittstelle funktioniert auch fehlerfrei. |
| HX2100   | iPAQ HX2190              |                                | Intel XScale PXA270 312 MHz                                 | Windows Mobile 5.0                                                               | 3,5″-TFT-Display mit 64.000 Farben, QVGA 320x240 Bildpunkten Auflösung                                                                 | 64 MB RAM / 128 MB ROM, später 192 MB ROM                                   | SD/MMC und Compact Flash Typ II | 1440 mAh Lithium-Polymer Akku, austauschbar, Bluetooth V1.2 (Widcomm Stack), RS-232 und USB-Client docking connector mit Möglichkeit des Ladens via USB, integriertes Mikrofon, Lautsprecher und 3,5 mm Klinkenanschluss. Der hx2190 ist im Prinzip ein hx2110 bei dem RAM durch Flash-Speicher ersetzt wurde und Windows Mobile 5.0 statt Windows Mobile 2003 zum Einsatz kam. |
| HX2400   | iPAQ HX2490              |                                | Intel XScale PXA270 520 MHz                                 | Windows Mobile 5.0                                                               | 3,5″-TFT-Display mit 64.000 Farben, QVGA 320x240 Bildpunkten Auflösung                                                                 | 64 MB RAM / ? MB ROM                                                        | SD/MMC und Compact Flash Typ II | 1440 mAh Lithium-Polymer Akku, austauschbar, Bluetooth V1.2 (Widcomm Stack), Wireless LAN, RS-232 und USB-Client docking connector mit Möglichkeit des Ladens via USB, integriertes Mikrofon, Lautsprecher und 3,5 mm Klinkenanschluss. Der hx2490 ist im Prinzip ein hx2410 bei dem RAM durch Flash-Speicher ersetzt wurde und Windows Mobile 5.0 statt Windows Mobile 2003 zum Einsatz kam. |
| HX2700   | iPAQ HX2790              |                                | Intel XScale PXA270 624 MHz                                 | Windows Mobile 5.0                                                               | 3,5″-TFT-Display mit 64.000 Farben, QVGA 320x240 Bildpunkten Auflösung                                                                 | 128 MB RAM / 128 MB ROM (105 MB RAM / 80 MB ROM für den Benutzer verfügbar) | SD/MMC und Compact Flash Typ II | 1440 mAh Lithium-Ionen Akku, austauschbar, Bluetooth V1.2 (Widcomm Stack), Wireless LAN, RS-232 und USB-Client docking connector mit Möglichkeit des Ladens via USB, IrDA, integriertes Mikrofon, Lautsprecher und 3,5 mm Klinkenanschluss. Integriertes Fingerabdruck-Lesegerät und passender Verschlüsselungssoftware (Credant Security Manager). Größe: 119.4 × 76.6 × 16.3 mm Der hx2790 ist im Prinzip ein hx2750 bei dem RAM durch Flash-Speicher ersetzt wurde und Windows Mobile 5.0 statt Windows Mobile 2003 zum Einsatz kam. Für den hx2750 gab es ein WM 5.0 Update. |
| RX3700   |                          |                                | Samsung 400 MHz                                             | Windows Mobile Version?                                                          | 3,5″ transflektives TFT-Display mit 64.000 Farben, QVGA 320x240 Bildpunkten Auflösung                                                  | 32 MB RAM                                                                   | ?                               | ? |
| RX3700   | iPAQ RX3715              |                                | Samsung 400 MHz                                             | Windows Mobile 2003 SE                                                           | 3,5″ transflektives TFT-Display mit 64.000 Farben, QVGA 320x240 Bildpunkten Auflösung                                                  | 64 MB RAM / 128 MB ROM                                                      | ?                               | Bluetooth (Widcomm Stack), Wireless LAN, und USB-Client docking connector, IrDA, integriertes Mikrofon, Lautsprecher und 3,5 mm Klinkenanschluss. Integrierte 1,2 Megapixel Kamera. Der RX 3715 ist als Multimedia-Allrounder gedacht, was man auch aufgrund seiner Ausstattung erkennen kann. Eine Digitalkamera mit der Auflösung von 1,2 Megapixeln ist sicher kein Ersatz für eine „richtige“ Digitalkamera, lässt aber deutlich bessere Ergebnisse zu als z. B. eine einfache Handykamera. Zur Verwendung der Digitalkamera wird das Gerät breitseitig gehalten, was das Display in einen Breitbildsucher verwandelt. Des Weiteren sind Multimedia-Programme der Firma „Nevo“ enthalten, die u. a. eine Verbindung zu einem per Netzwerk verbundenen Host herstellen, um von dort aus Musik auf das Gerät zu streamen. Die Infrarotschnittstelle ist im Vergleich zu einigen anderen PDAs etwas leistungsfähiger, da man sie dank vorinstallierter Software als Fernbedienung z. B. für die Stereoanlage einsetzen kann. |
| HW6800   | iPAQ HW6815              |                                | ? MHz                                                       | Windows Mobile ?                                                                 | Touchscreen | ?                                                                           | ?                               | Smartphone |
| iPAQ 100 | iPAQ 110                 |                                | Marvell-PXA310-Prozessor 624 MHz                            | Windows Mobile 6.0 Classic, auf Windows Mobile 6.1 Professional upgradebar       | 3,5″ transflektives TFT-Display mit 64.000 Farben, QVGA 320x240 Bildpunkten Auflösung                                                  | 64 MB RAM / 256 MB ROM                                                      | SDHC                            | Wireless LAN, Bluetooth 2.0+EDR (Broadcom Stack), USB-Client mit Ladefunktion, integriertes Mikrofon, Lautsprecher und 3,5 mm Klinkenanschluss. Akku: 1200 mAh Lithium-Polymer, austauschbar. Diese Geräteserie gab es als iPAQ 11x mit jeweils anderer Endung für unterschiedliche Länder. Das Gerät kam 2007 auf den Markt und wurde von HP als Consumer Produktreihe betrachtet. Der Docking connector wurde gegenüber der früheren hx-Serie und des rx1950 Modells geändert auf einen Mini-USB Anschluss, eine Dockingstation ist für dieses Modell nicht erhältlich. |

Anmerkung zum Bluetooth Stack: Broadcom hat Widcomm übernommen, weshalb der Broadcom Stack in den von HP benutzten Versionen eine Weiterentwicklung des Widcomm Stacks ist.

## Letzte veröffentlichte Modelle

### iPAQ 200 Serie
- Prozessor: Marvell PXA310 Prozessor 624 MHz
- Speicher: 256 MB ROM und 128 MB RAM
- 4″ transflektives TFT mit 262.000 Farben und 480 × 640 Bildpunkten VGA-Auflösung
- WLAN, Bluetooth 2.0
- Speichersteckplätze für SDHC-Karten und CF-Karten
- OS: Windows Mobile 6.0 Classic
- integriertes Mikrofon, Lautsprecher und 3,5-mm-Klinkenanschluss
- Akku: 2200 mAh Lithium-Polymer, austauschbar
- Außer dem Mini-USB Connector besitzt er einen 24-poligen Connector, der unter anderem eine USB Host Schnittstelle zur Nutzung von USB Peripheriegeräten bietet

### iPAQ 300 Serie
Navigationssystem
- 4,3-Zoll-Display 800 × 480 Pixeln
- Windows CE

### iPAQ 500 Serie
Smartphone

### iPAQ 600 Serie
Smartphone mit Touchscreen
- Prozessor: Marvell PXA270 Prozessor
- Speicher: 256 MB ROM und 128 MB RAM
- 2,8″-TFT mit 64.000 Farben und 320x240 Bildpunkten Auflösung
- WLAN 802.11b/g mit WPA2, Bluetooth 2.0 mit EDR
- MicroSD-Kartensteckplatz
- OS: Windows Mobile 6.0 Professional
- integriertes Mikrofon und Lautsprecher
- Akku: 1590 mAh Lithium, austauschbar
- Mobiltelefon: Integriertes Quad-Band-GSM/GPRS/EDGE-Telefon und Tri-Band-HSDPA 3,6/7,2 MBit/s
- GPS: Integrierte GPS-Navigation (Assisted GPS)
- Tastatur: Integrierter numerischer oder alphanumerischer Tastenblock mit 12 Tasten und Funktion für Smart Touch-Rad
- Kamera: Integrierte 3,0 Megapixel Autofokuskamera, 4X-Digitalzoom, Auflösung von 640 × 480 VGA, Auflösung von 1280 × 1024 SXGA